# Gia DiMarco
Gia DiMarco (San Francisco, California; 8 de diciembre de 1986) es el nombre artístico de una actriz pornográfica y modelo erótica estadounidense.

## Biografía
DiMarco nació el 8 de diciembre de 1986 en San Francisco, California. Comenzó en la industria del entretenimiento para adultos usando el seudónimo de Haley Wilde. Entre las compañías notables en las que Gia ha aparecido como actriz pornográfica están Elegant Angel, Bang Productions, Evil Angel y Pure Play Media. Además, DiMarco también ha trabajado para varios sitios web para adultos que incluyen BangBros, Brazzers y Kink.com. Ella tiene varios tatuajes, así como un piercing nasal. Ha rodado más de 350 escenas como actriz de cine para adultos, especializándose en temática BDSM.

## Premios y nominaciones
- Nominada a los Premios AVN 2013: Mejor escena de sexo en grupo para  Star Wars XXX: A Porn Parody  (2012), compartido con Rihanna Rimes, Danny Wylde y Derrick Pierce
- Nominada a los Premios AVN 2013: Mejor escena de sexo a tres en un G/B/B para  Anal Fanatic 3  (2011), compartido con James Deen y Mick Blue
- Nominada a los Premios 2014: Mejor escena de sexo en grupo solo chicas por  Brazzers Presents: The Parodies 3  (2013), compartida con Bonnie Rotten, Christy Mack, Lexi Belle y James Deen
- Nominada a los Premios 2014: Mejor escena de sexo a tres en un G/G/B para  Obedience School 2  (2013), compartida con Bonnie Rotten y Danny Wylde
- Nominada a los Premios AVN 2016: La mayor celebridad web
- Nominada a los Premios Sex Awards: La estrella más sexy
- Nominada a los Premio XBIZ 2014: Mejor escena en un estreno para  Obedience School 2  (2013), compartida con Bonnie Rotten y Danny Wylde
- Nominada a los Premios XBiz 2015: Mejor escena en un estreno para  Doctor's Orders  (II) (2014), compartido con Johnny Sins